# Hickory Creek
Hickory Creek – miasto w Stanach Zjednoczonych, w stanie Teksas, w hrabstwie Denton.